# تاكويا ناكاياما
تاكويا ناكاياما (باليابانية: 中山拓哉) مواليد 24 يوليو 1994 في يوكوهاما، هو لاعب كرة سلة ياباني. بدأ مسيرته الاحترافية في سنة 2017. يلعب مع أكيتا نورثرن هابينيتس في دوري كرة السلة الياباني للمحترفين. يحمل الرقم 17. يبلغ طوله 5 قدم 11.8 بوصة (1.8 م).